# Hotzuc
Hotzuc es una pequeña localidad del municipio de Umán en el estado de Yucatán, México. La población está ubicada a una distancia de 14 kilómetros al Sureste de Umán la cabecera municipal.
Se llega al poblado pasando por Xtepén en el mismo municipio, siguiendo por una carretera de 7 kilómetros con dirección hacia el Este.  

## Sitio arqueológico
El sitio arqueológico y su importancia fueron señalados en 1883 por el obispo y estudioso mayista Crescencio Carrillo y Ancona, en su obra Historia Antigua de Yucatán. En 1965 el INAH descubrió en el lugar un importante altar de planta circular con inscripciones jeroglíficas.
En el sitio fue desarrollada desde mediados del siglo XIX una hacienda henequenera y los terrenos fueron ocupados para cultivar plantaciones del agave. Para construir las edificaciones de la hacienda fueron utilizadas una gran cantidad de las piedras de corte que conformaban los yacimientos arqueológicos mayas. Aún pueden verse en las fachadas de los edificios piedras labradas y fragmentos de las antiguas construcciones como narices, cejas y orejas de los mascarones que formaban parte de la decoración de las mismas.

Una importante pieza arqueológica se halla empotrada en la alfarda de la casa principal de la hacienda y consiste en una cabeza con relieve en espiga que descansa en una columnilla con atadura, en posición horizontal. La cara lleva una banda en la frente, los ojos están enmarcados por una depresión rectangular que los resalta y las orejas, al igual que la boca, están talladas en bulto...

## Toponimia
Hotzuc es un toponímico que en idioma maya significa cinco montecillos.

## Datos historícos
Sobre la fundación de Hotzuc no hay datos exactos, aunque se sabe que la región en la que está enclavada la población formó parte de la jurisdicción de Ah Canul antes de la conquista de Yucatán.

## Importancia histórica
Tuvo su esplendor durante la época del auge henequenero y emitió fichas de hacienda las cuales por su diseño son de interés para los numismáticos. Dichas fichas acreditan la hacienda como propiedad de Eusebio Escalante.

## Galería de fotografías

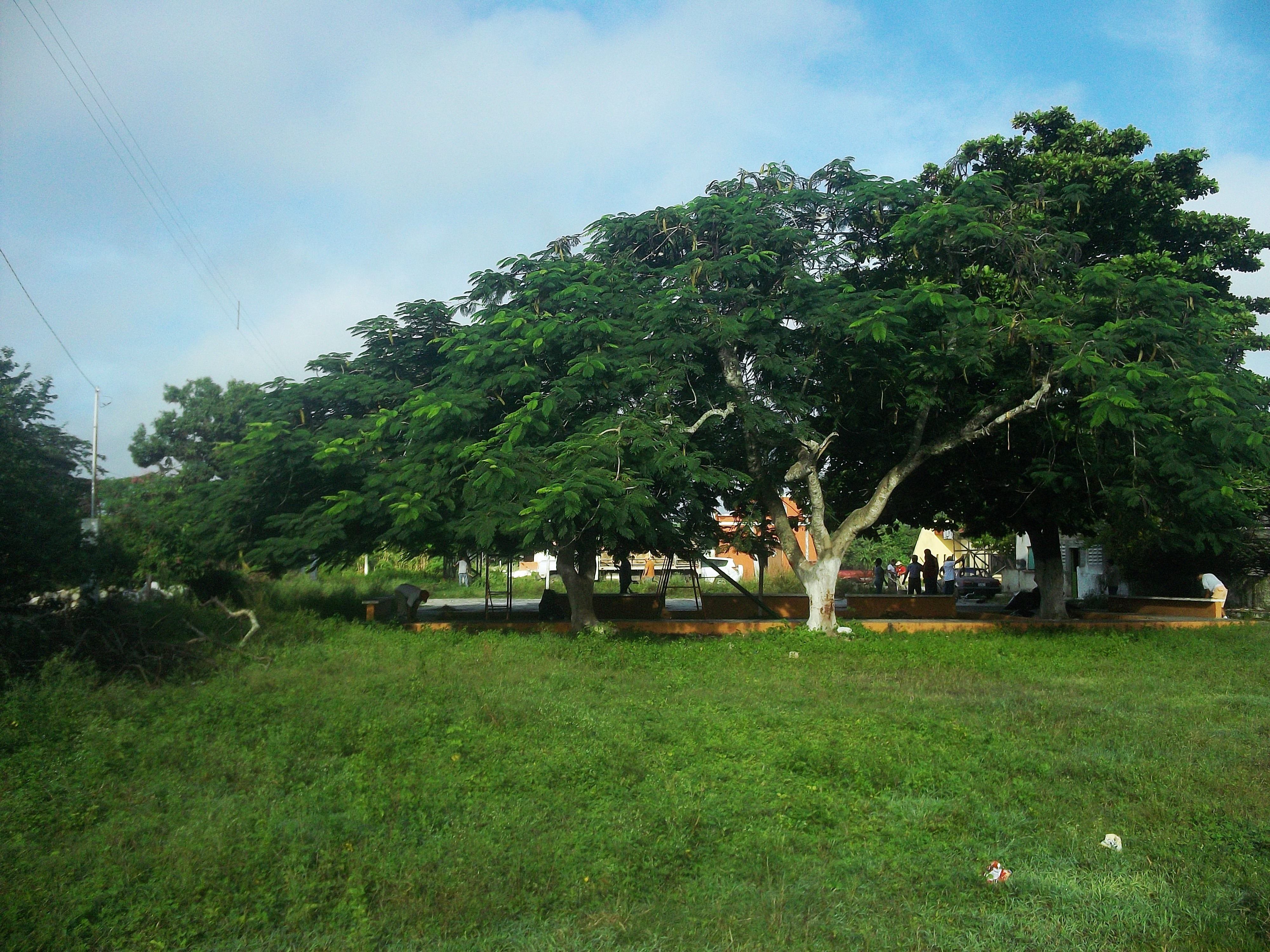
Parque principal.
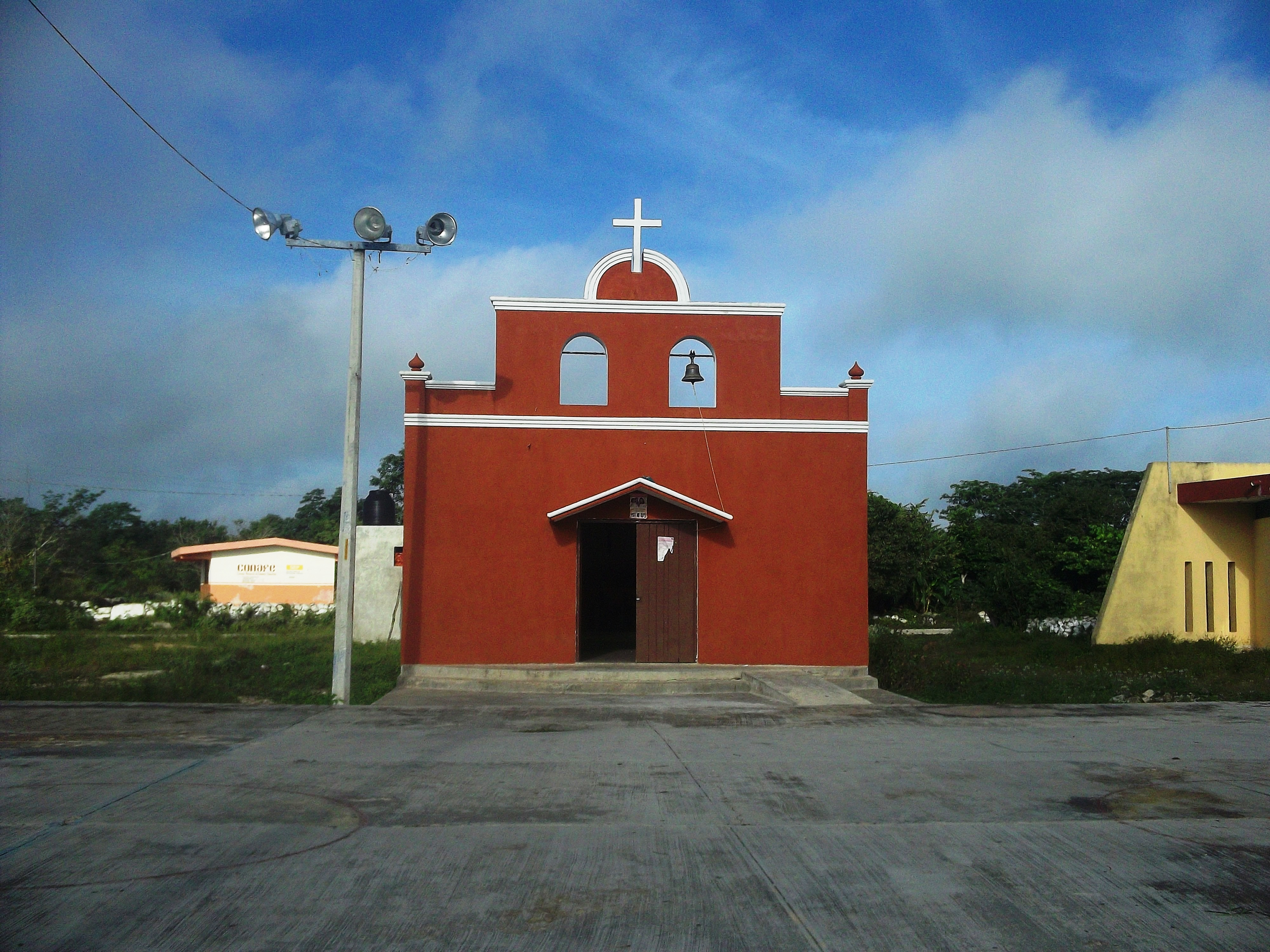
Iglesia.
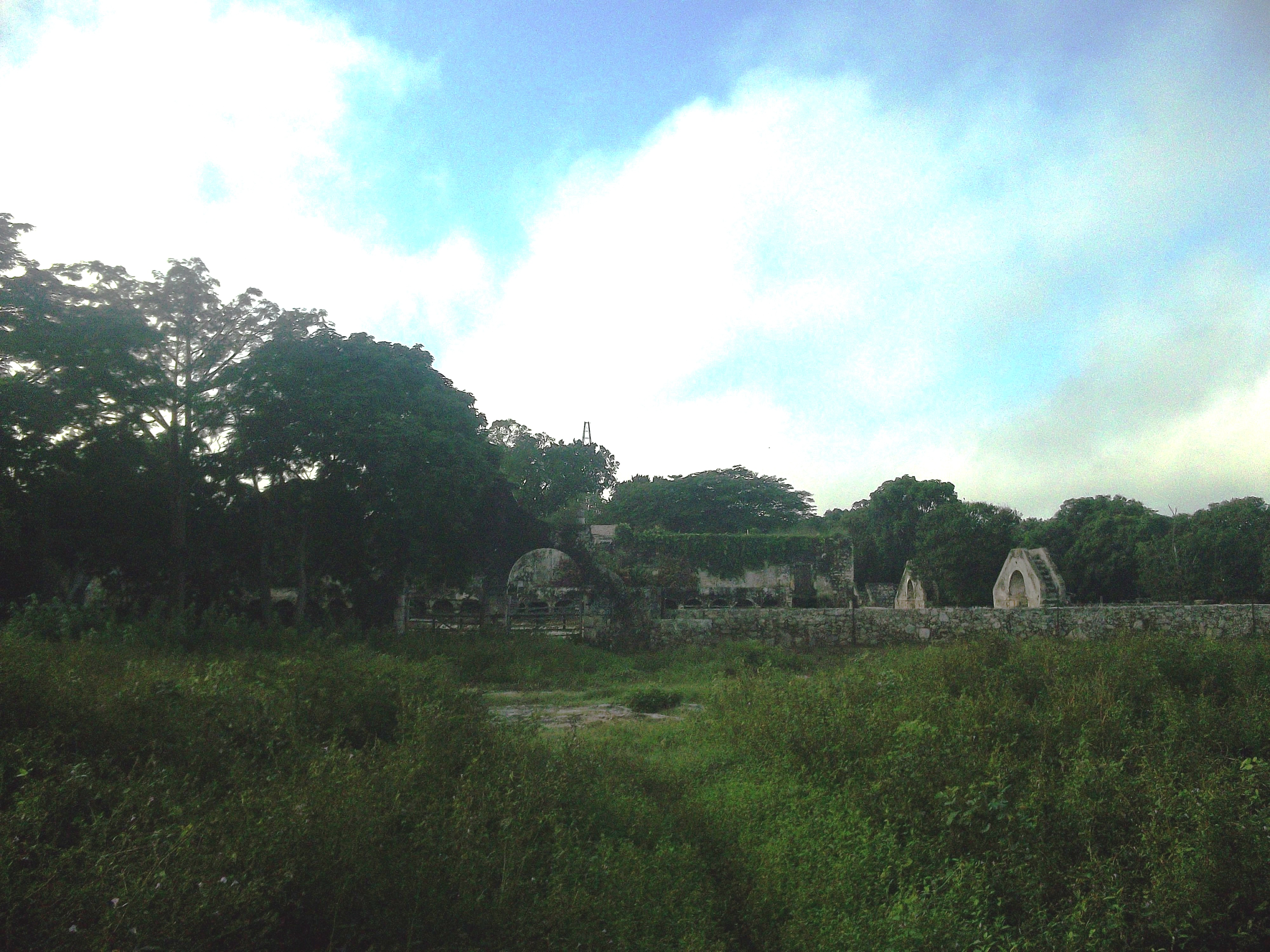
Hacienda.
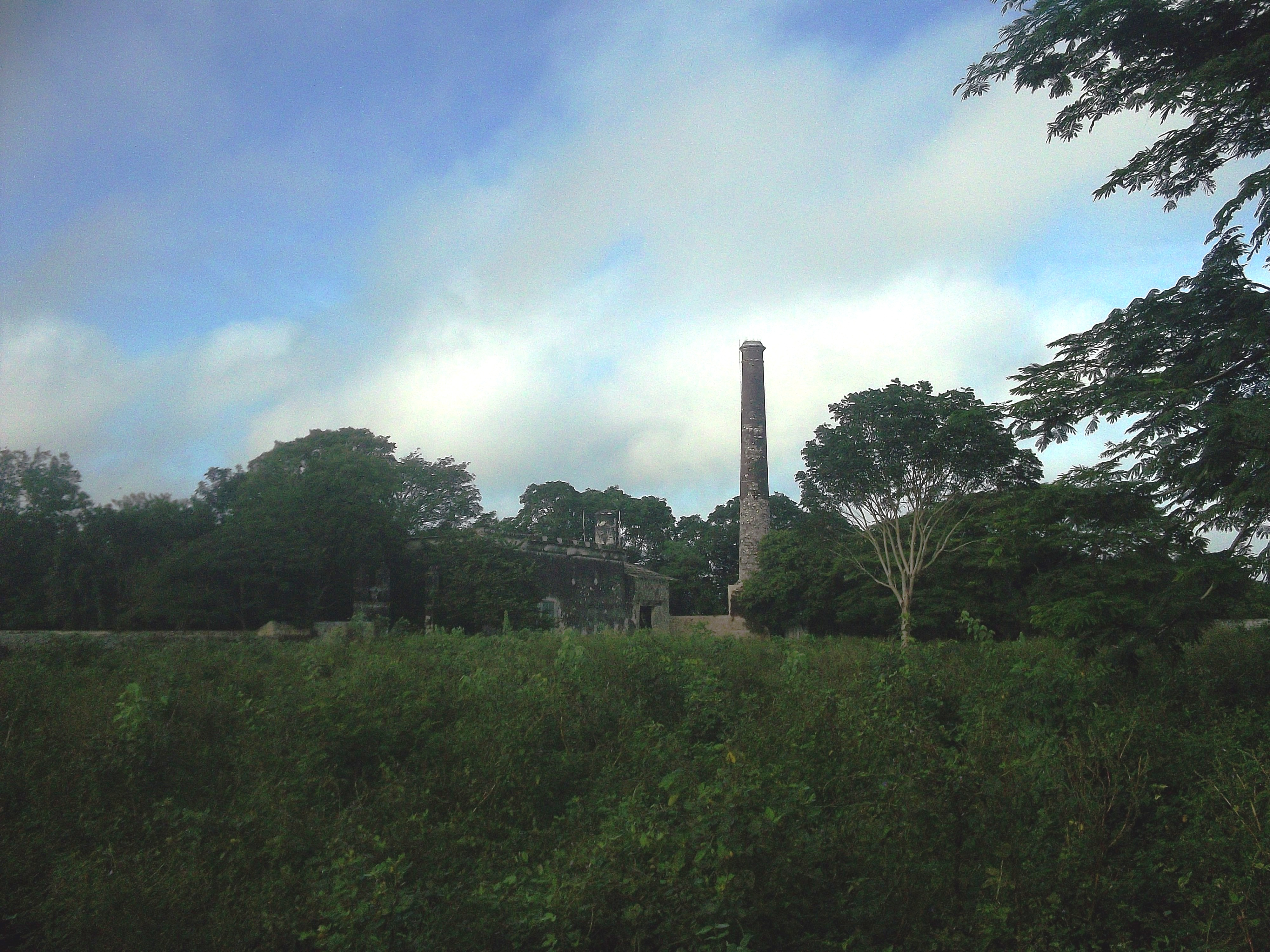
Hacienda.
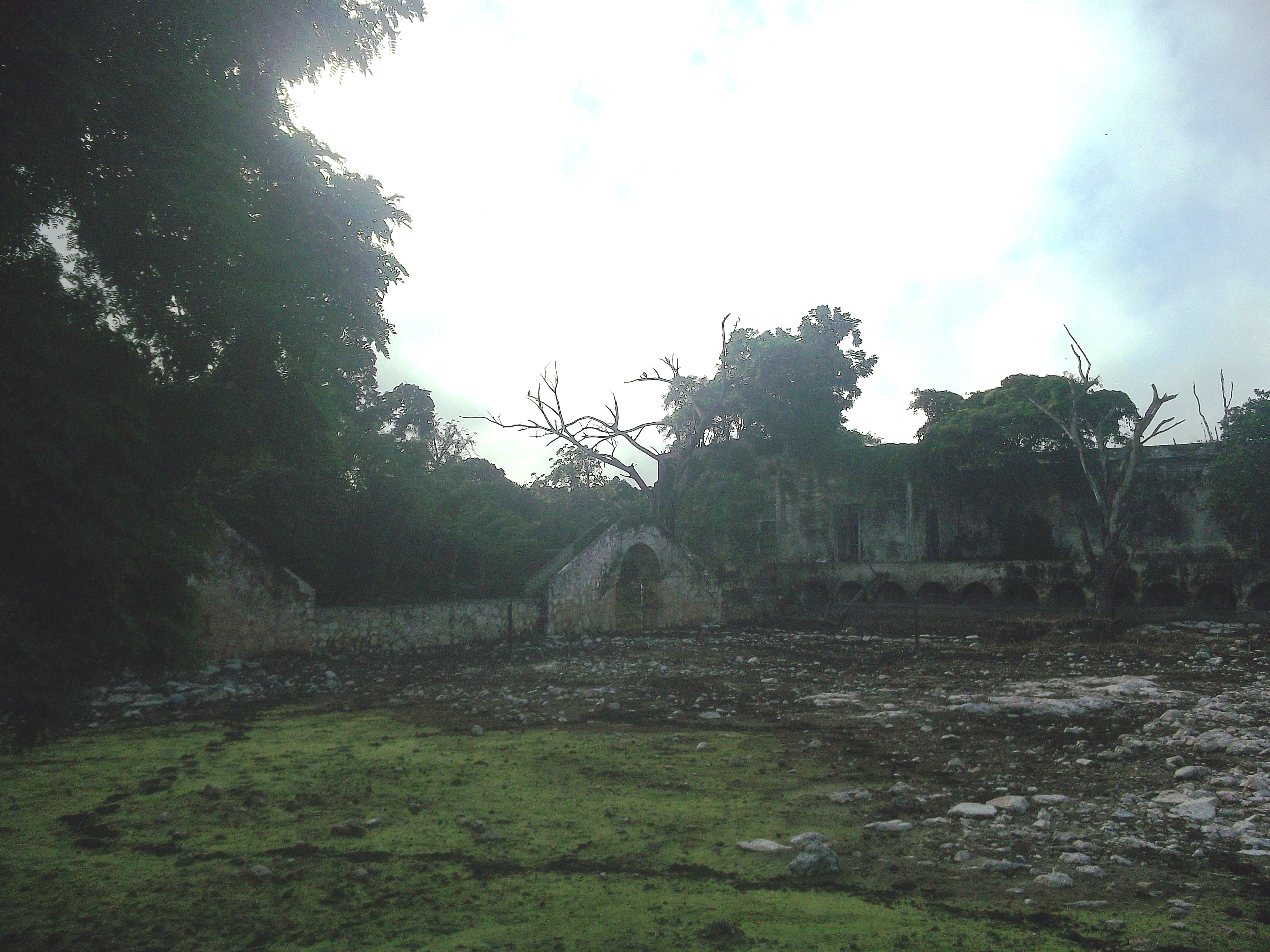
Hacienda.
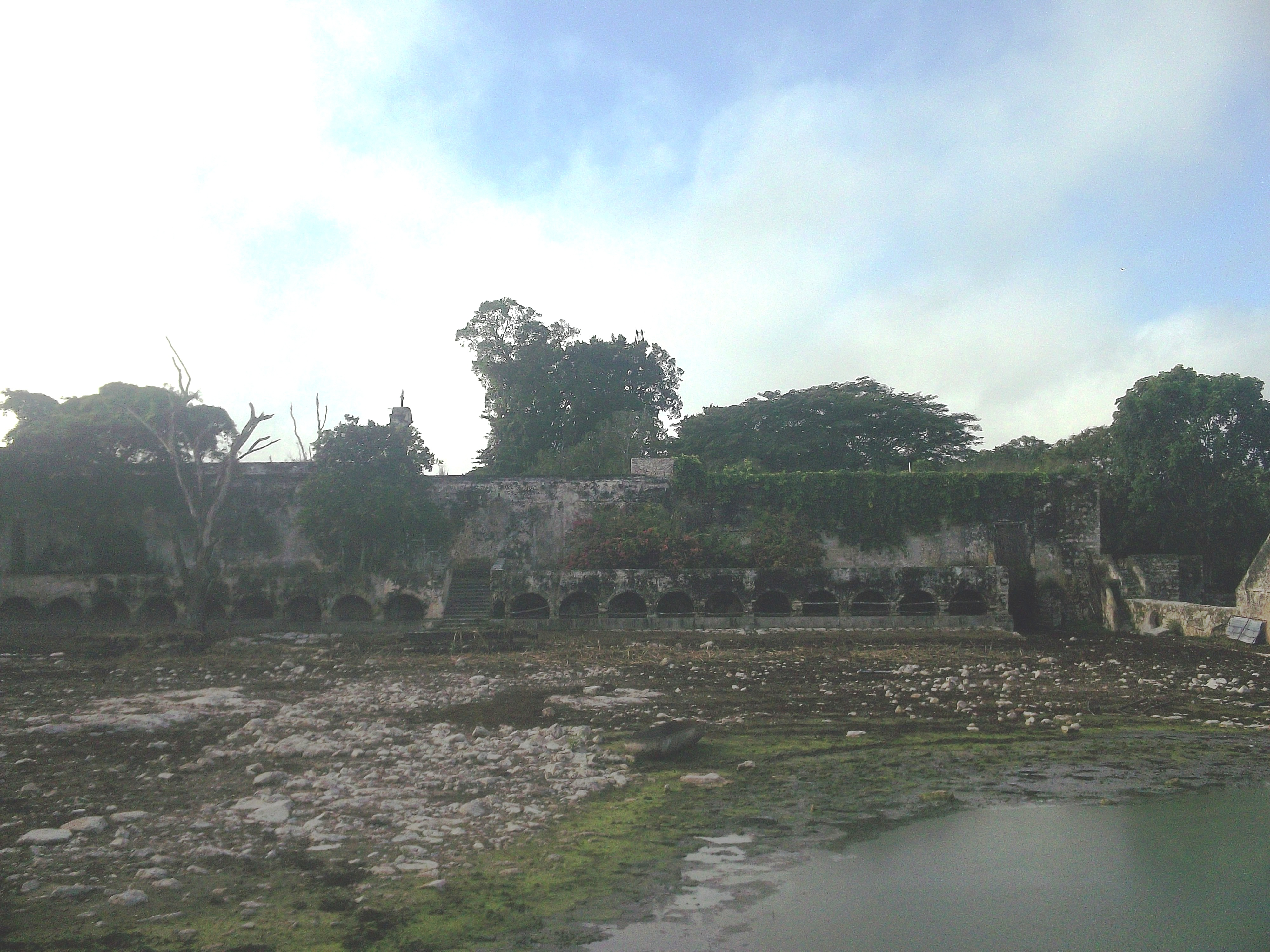
Hacienda.
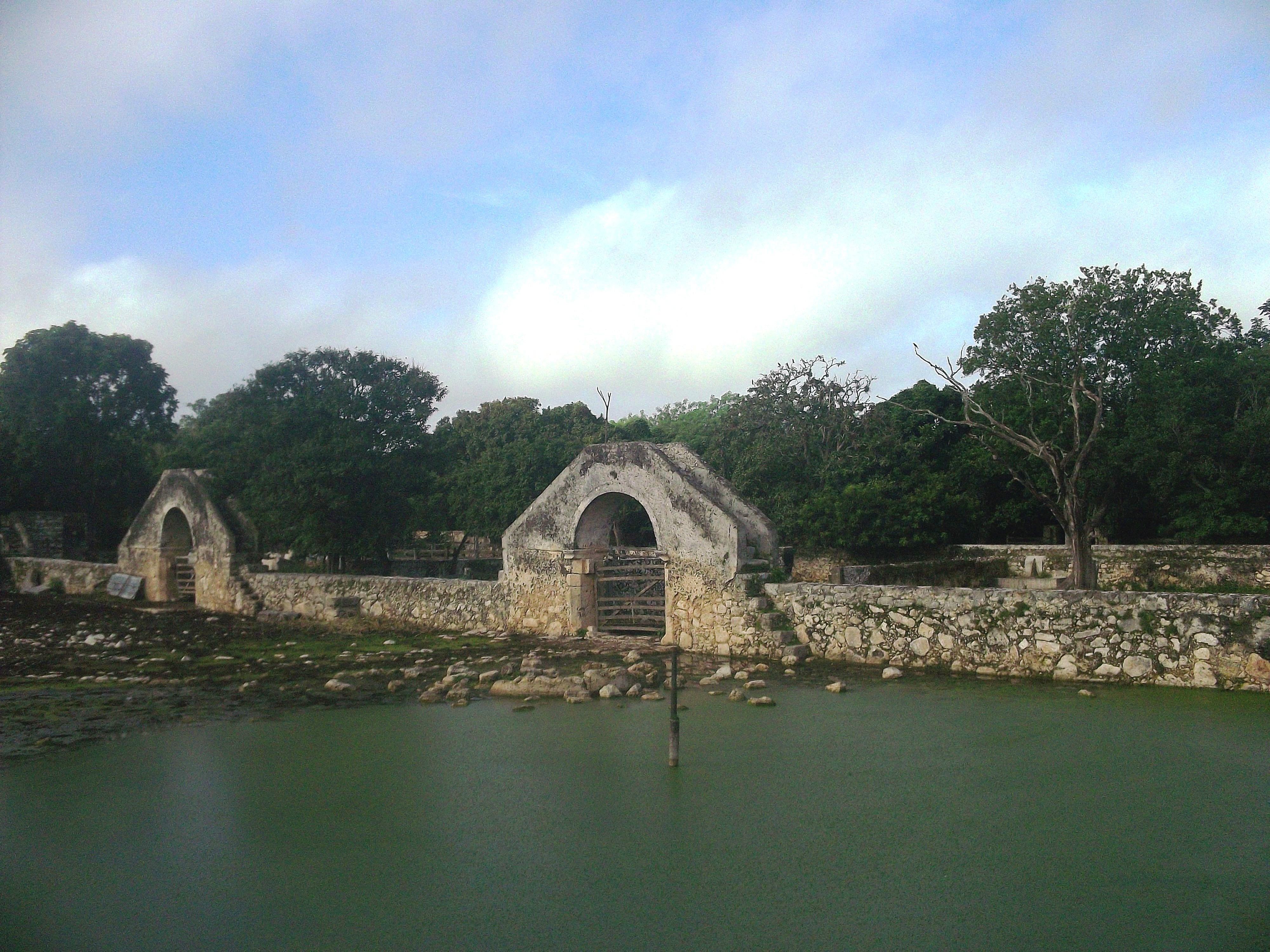
Hacienda.
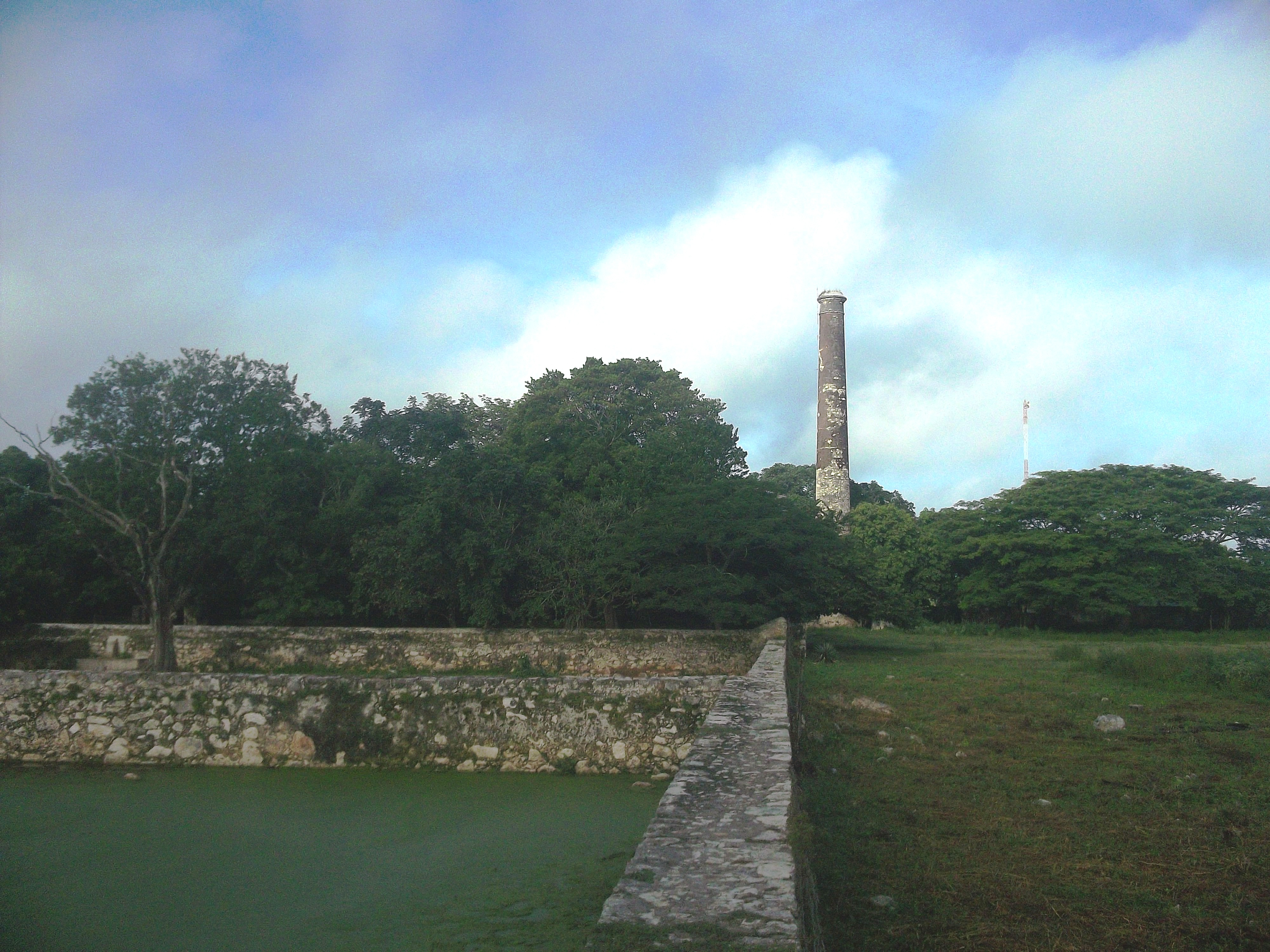
Hacienda.
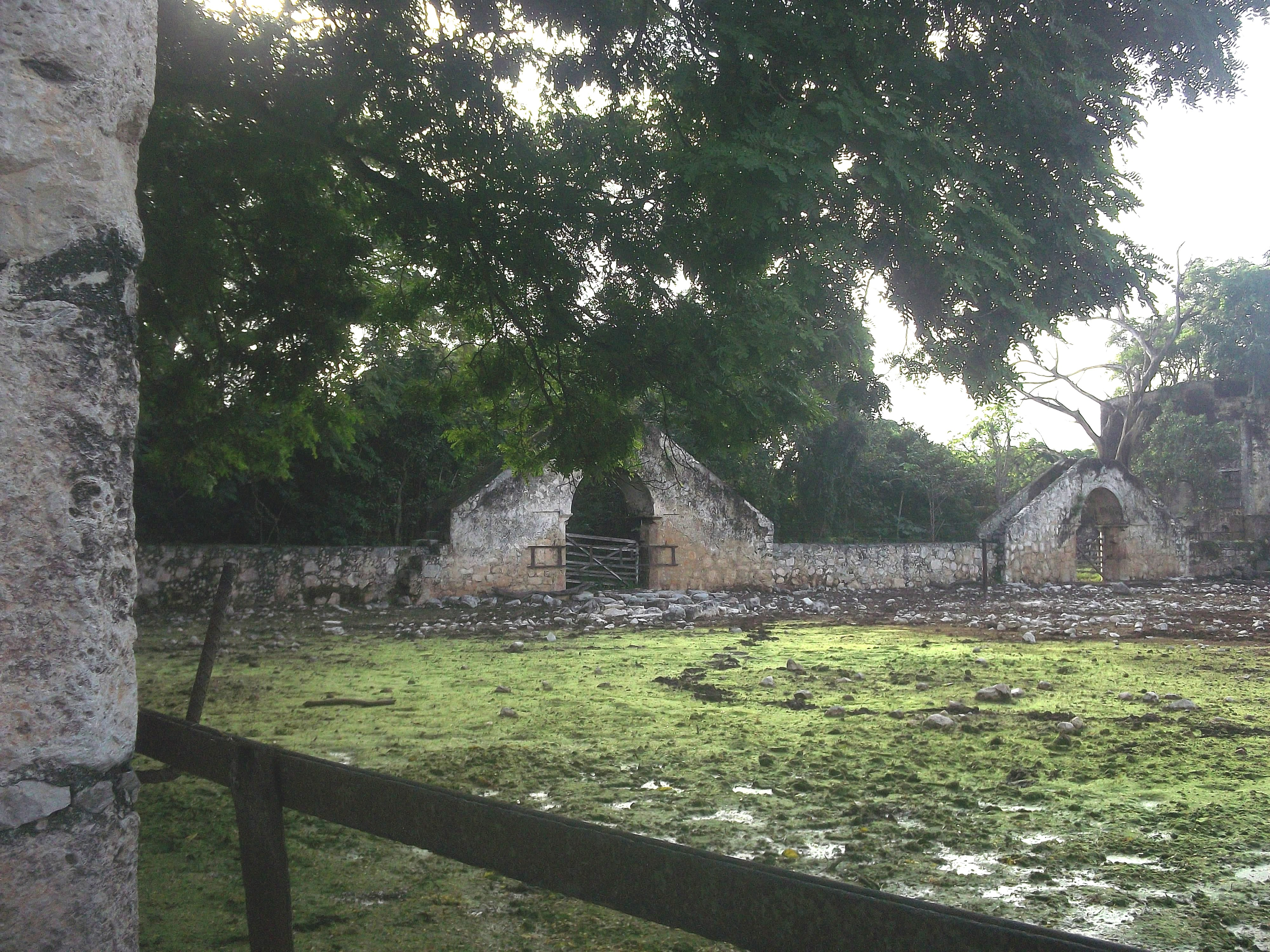
Hacienda.
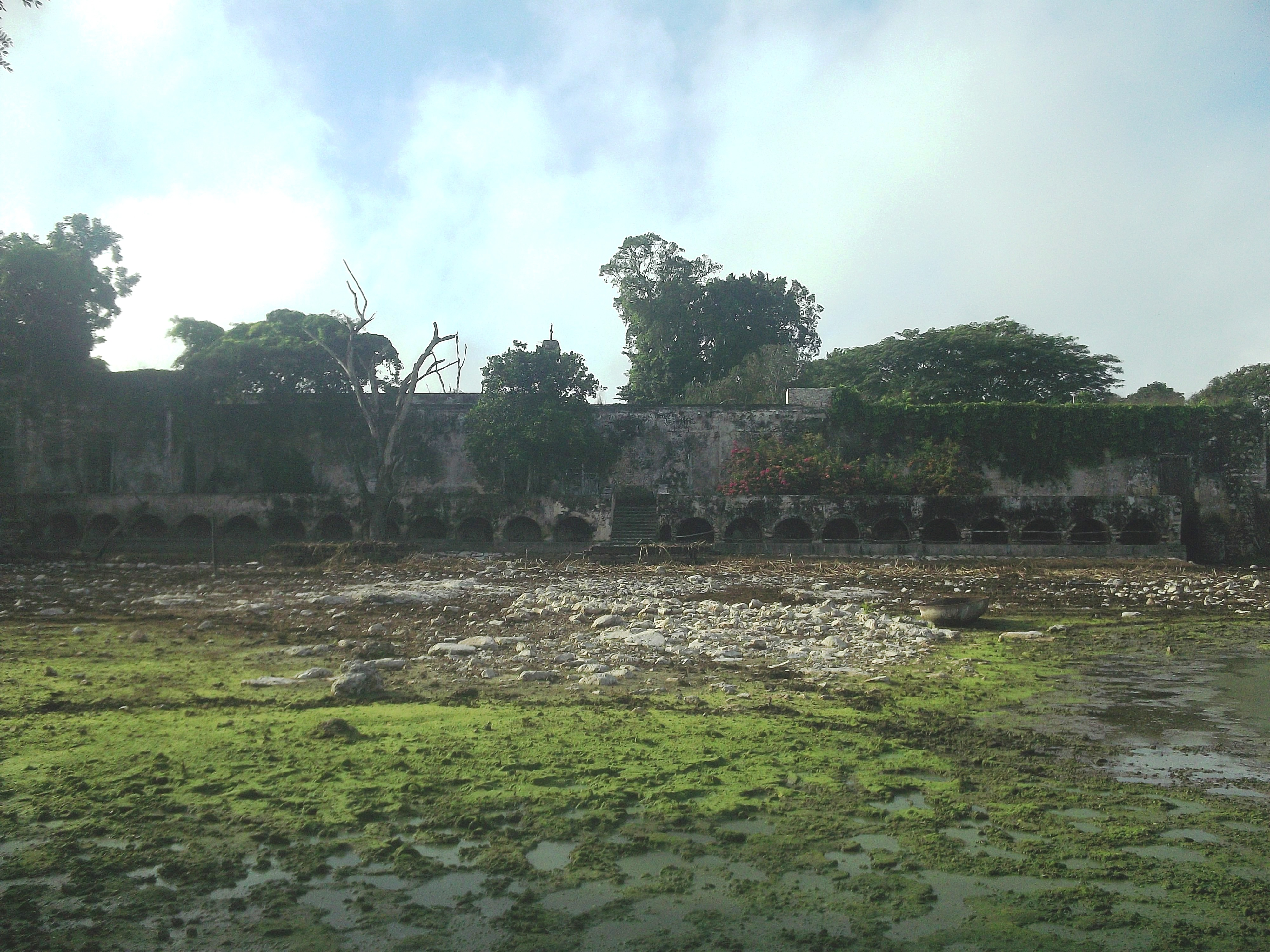
Hacienda.
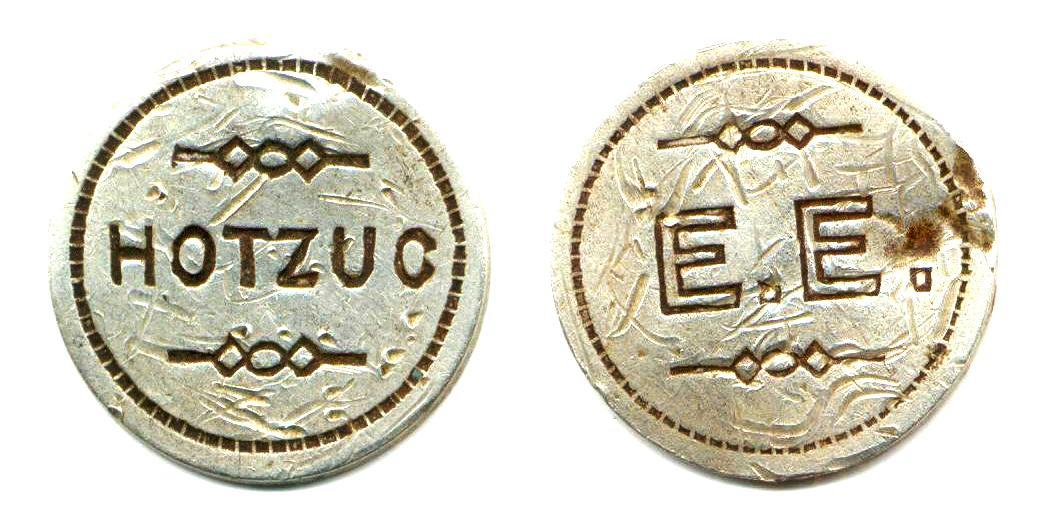
Ficha de Hacienda.